# Grande Assemblée
La Grande Assemblée, Grande Synagogue ou Grand Synode (hébreu : כְּנֶסֶת הַגְּדוֹלָה Knesset HaGuedolah) est, selon la tradition juive rabbinique, une assemblée de Sages créée à l'époque d'Esdras ; elle aurait assuré la direction spirituelle du peuple juif au retour d'exil de l'an 410 à 310 du calendrier Grégorien, à une époque où la transmission de l'enseignement est essentiellement orale. Ils auraient fait évoluer radicalement la physionomie du judaïsme en le détachant du culte lié au temple et en érigeant l'étude comme mitzva suprême.
Au-delà de la tradition, sur un plan historique on ne sait rien de cette institution ni de la façon dont elle était constituée, pas plus qu'on ne peut en établir une chronologie.

## Historicité
Sur un plan historique, Mireille Hadas-Lebel souligne que, si la tradition attribue à cette « Grande Assemblée » un certain nombre d'actions comme la création de la prière, on ne sait rien de cette institution ni de la façon dont elle était constituée, probablement à l'époque où le judaïsme est encore unifié, à une époque indéterminée.

## Membres de la Grande Assemblée
La Grande Assemblée compte à l'époque d'Esdras, entre 70 et 120 Hazal (Sages), les Anshei Knesset HaGuedolah. Ceux-ci demeurent pour la plupart anonymes, mais selon la tradition, les derniers prophètes juifs, Aggée, Zacharie, Malachie, Mardochée (l'un des héros du livre d'Esther), Néhémie et Josué le grand prêtre en ont fait partie.

## Œuvre
Les hommes de la Grande Assemblée fixèrent le canon biblique du Tanakh, incluant notamment les Nevi'im.
Ils formalisèrent également la liturgie juive, composant selon la tradition les 18 bénédictions de la Shmona Essrei (prière centrale du judaïsme). Ils établirent aussi un rapport étroit entre les prières et le culte dans le Temple du temps ou il existait, visant à faire coïncider les offices de prière du matin et de l'après-midi avec les moments de l'offrande perpétuelle (korban tamid), et celle du soir avec le nettoyage des cendres de l'autel.
La fête de Pourim est également instituée par ces sages.
Enfin, un certain nombre de mishnayot a été établi par la Grande Assemblée, dont celles qui comportent des nombres ; par exemple les quatre pères de dommages de la première mishna du traité baba qama.

## Postérité
Occupant un rôle central dans la vie juive, la Grande Assemblée, assemblée anonyme, laisse peu à peu la place aux Zougot, un binôme de Sages constitué des président et vice-président du Sanhédrin. Selon la tradition, Shimon HaTzadik est l’un des derniers membres la Grande Assemblée et le maître du premier binôme.
Le concept de l'Assemblée a été repris dans l'actuel état d'Israël, où les décisions sont débattues par une assemblée de 120 parlementaires, la Knesset.